# Tmarus pleuronotatus
Tmarus pleuronotatus là một loài nhện trong họ Thomisidae.
Loài này thuộc chi Tmarus. Tmarus pleuronotatus được Cândido Firmino de Mello-Leitão miêu tả năm 1941.